# Campos do Jordão
Campos do Jordão é um município brasileiro localizado no interior do estado de São Paulo mais precisamente na Serra da Mantiqueira. Faz parte da recém-criada Região Metropolitana do Vale do Paraíba e Litoral Norte,  sub-região 2 de Taubaté.
A cidade fica à altitude de 1 628 metros, sendo portanto, o mais alto município brasileiro, considerando a altitude da sede. De acordo com o censo de 2022, a população é composta por 46 974 habitantes. Distante 183 quilômetros da cidade de São Paulo, suas principais vias de acesso são a Rodovia Floriano Rodrigues Pinheiro e a Estrada de Ferro Campos do Jordão.
Em 29 de abril de 1874, Mateus da Costa Pinto adquiriu alguns lotes à beira do Rio Imbiri e a data passou a ser considerada a data oficial de fundação do município. Em 1934, Campos do Jordão emancipou-se de São Bento do Sapucaí e a partir da década de 1950, a cidade passou a se consolidar como um dos principais destinos de inverno do Brasil. Campos do Jordão é um dos quinze municípios paulistas considerados estâncias climáticas pelo governo paulista.
Campos do Jordão é chamada de "Suíça Brasileira" devido à sua arquitetura de influência europeia e pelo seu clima mais frio que a média brasileira, além de seus parques e paisagens de montanha. Dessa forma, a cidade recebe grande quantidade de turistas nacionais e internacionais, especialmente no mês de julho durante a estação do inverno, com mais 4,5 milhões de turistas por ano.

## História

### Primeiros povos
Os primeiros habitantes conhecidos da região foram índios pertencentes a várias etnias: puris, caetés, guarulhos e cataguás. A partir do século XVI, a região começou a ser percorrida por desbravadores de origem portuguesa, como Martim Corrêa de Sá, Gaspar Vaz da Cunha e Inácio Caetano Vieira de Carvalho. A família deste último vendeu suas terras na região para Manuel Rodrigues do Jordão, cujo sobrenome veio a conferir à região seu nome atual. As terras de Jordão foram loteadas e vendidas na segunda metade do século XIX.
Em 20 de setembro de 1790, Inácio Caetano Vieira de Carvalho chegou, no alto da Serra da Mantiqueira, na Fazenda Bonsucesso. Desde então, passou a ser hostilizado pelo vizinho João Costa Manso por problemas com os limites da fazenda. Essa briga iniciou uma luta aberta entre paulistas e mineiros que só terminou em 1823, quando morreram Vieira de Carvalho e Costa Manso. Os Vieira de Carvalho venderam a Fazenda Bonsucesso ao brigadeiro Jordão, que mudou o nome da fazenda para Natal, mas ficou conhecida como os Campos do Jordão.

### Fundação
Em 1874, Mateus da Costa Pinto, considerado o fundador da cidade, tendo adquirido boa parte das terras que pertenciam ao brigadeiro Jordão, transfere-se de Pindamonhangaba para os Campos do Jordão onde, em 29 de abril de 1874 deu início a inúmeras construções, fundando, assim, o primeiro povoado, que denominou São Matheus do Imbiri, por estar localizado nas proximidades do Pico do Imbiri e Ribeirão do Imbiri.
Em 2 de Fevereiro de 1879 teve início à construção da capela Nossa Senhora da Conceição dos Campos do Jordão, onde já havia a capelinha de São Mateus. Em 1891, Dr. Domingos José Nogueira Jaguaribe Filho comprou todas as terras de Mateus Pinto, e instalou-se na vila de São Mateus, que em sua homenagem foi chamada de Vila Jaguaribe. A povoação se desenvolveu, tornando-se distrito do município de São Bento do Sapucaí em 29 de outubro de 1915, com o nome de Campos do Jordão. Nessa mesma época, iniciou-se a construção da Vila Abernéssia onde estavam localizados os sanatórios dos doentes dos pulmões. Em 1920, foi iniciada a construção da Vila Emílio Ribas. O fato de tornar-se um local para tratamento de saúde originou a criação de uma prefeitura sanitária em 1 de outubro de 1926, mantida até 21 de janeiro de 1931.

### Emancipação
Em 19 de junho de 1934 conseguiu sua autonomia político-administrativa com a criação do município. O nome do município homenageou o Brigadeiro Jordão, pois, na época, era costume ligar-se o nome do proprietário à propriedade. A partir da década de 1950, o avanço da medicina fez com que a tuberculose deixasse de ser uma doença tão perigosa. Com isso, a cidade passou a desenvolver o turismo.

## Geografia

### Clima

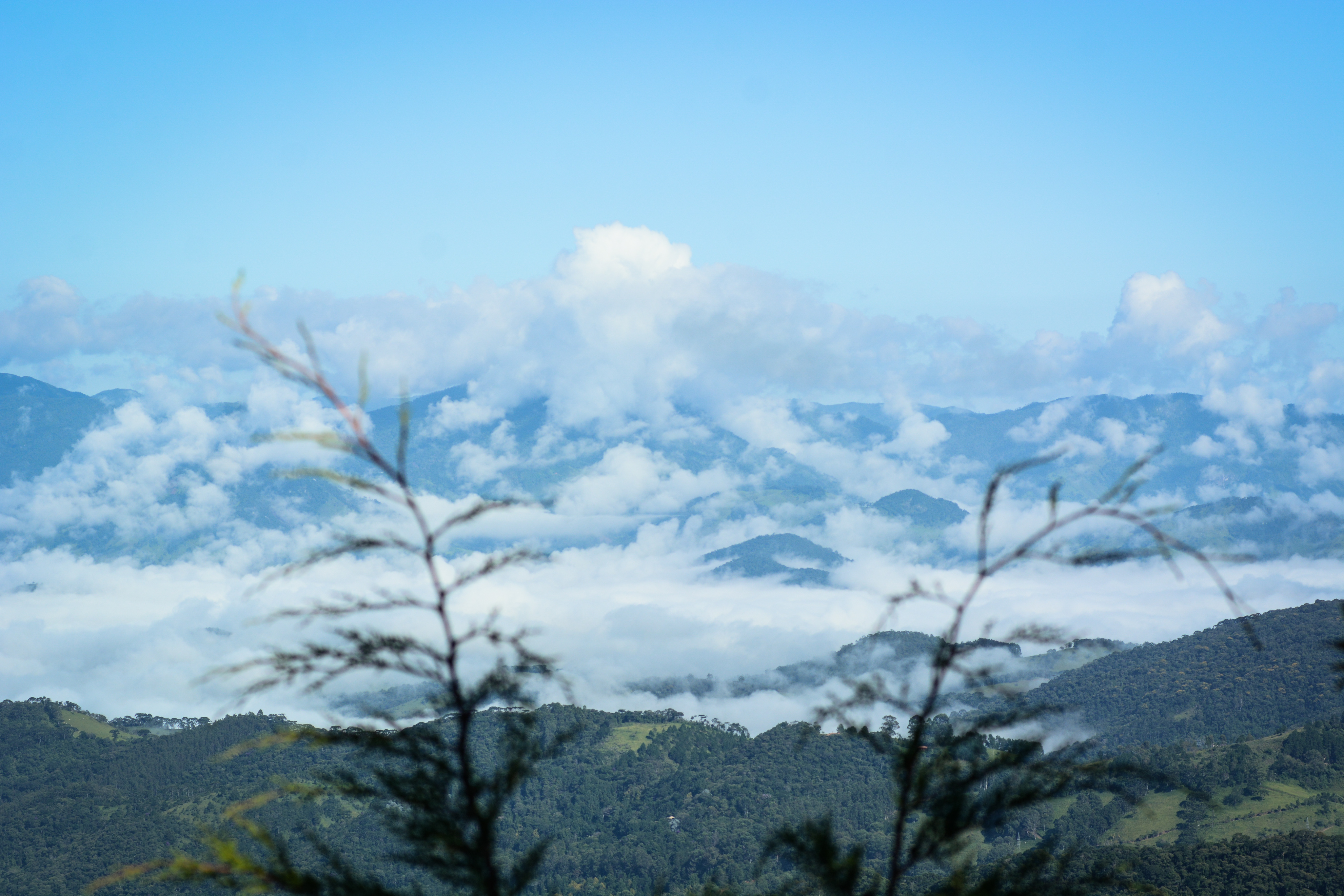
Vista das montanhas que cercam a cidade a partir do Parque Amantikir

O clima de Campos do Jordão é classificado como temperado oceânico (do tipo Cfb na classificação climática de Köppen-Geiger). A temperatura média anual é de 15 °C; o verão é fresco com precipitação e o inverno é frio com pouca precipitação. Ao longo do ano, normalmente, a temperatura mínima nos meses mais frios é de 5 °C e a temperatura máxima nos meses mais quentes é de 23 °C e raramente são inferiores a 0 °C ou superiores a 28 °C. Apesar de situada em altitude elevada, a ocorrência de neve é rara devido ao clima seco do inverno, tendo ocorrido registros do fenômeno em anos como 1928, 1942, 1947 e 1966.
Segundo dados oficiais do Instituto Nacional de Meteorologia (INMET), desde 1961 a temperatura mínima absoluta registrada em Campos do Jordão de −7,3 °C em 1 de junho de 1979, sendo este o recorde de menor temperatura registrada no estado de São Paulo. Fora desse período há outros registros não oficiais de temperatura ainda menores, como de −7,4 °C em 26 de junho de 1918, −8 °C em 25 de julho de 1923 e −8,7 ºC em julho de 1926. Por outro lado, o dia 14 de novembro de 2023 é o mais quente da série histórica, quando máxima absoluta atingiu 31 °C durante a tarde. Até essa data, o recorde era de 30,5 °C em 17 de setembro de 1961. O maior acumulado de precipitação em 24 horas atingiu 146,7 mm em 10 de março de 1965.
Outros grandes acumulados foram 129,5 mm em 14 de outubro de 1995, 121,1 mm em 24 de janeiro de 1964, 118,2 mm em 8 de março de 1966, 111,4 mm em 24 de dezembro de 1971, 108,4 mm em 25 de maio de 2005, 106,4 mm em 14 de dezembro de 1971, 104,2 mm em 2 de dezembro de 1963, 102,8 mm em 20 de novembro de 1971 e 101,2 mm em 22 de dezembro de 1966. O mês de maior precipitação foi dezembro de 1971, quando foram registrados 606,6 mm. Desde março de 2002, a maior rajada de vento alcançou 18,8 m/s (68 km/h) em 12 de outubro de 2023 e o menor índice de umidade relativa do ar (URA) foi de 10% nas tardes dos dias 14 de agosto de 2009, 18 de julho de 2016, 16 de setembro de 2017 e 26 de agosto de 2020.
| Dados climatológicos para Campos do Jordão                                               | Dados climatológicos para Campos do Jordão | Dados climatológicos para Campos do Jordão | Dados climatológicos para Campos do Jordão | Dados climatológicos para Campos do Jordão | Dados climatológicos para Campos do Jordão | Dados climatológicos para Campos do Jordão | Dados climatológicos para Campos do Jordão | Dados climatológicos para Campos do Jordão | Dados climatológicos para Campos do Jordão | Dados climatológicos para Campos do Jordão | Dados climatológicos para Campos do Jordão | Dados climatológicos para Campos do Jordão | Dados climatológicos para Campos do Jordão |
| Mês                                                                                      | Jan                                        | Fev                                        | Mar                                        | Abr                                        | Mai                                        | Jun                                        | Jul                                        | Ago                                        | Set                                        | Out                                        | Nov                                        | Dez                                        | Ano                                        |
| ---------------------------------------------------------------------------------------- | ------------------------------------------ | ------------------------------------------ | ------------------------------------------ | ------------------------------------------ | ------------------------------------------ | ------------------------------------------ | ------------------------------------------ | ------------------------------------------ | ------------------------------------------ | ------------------------------------------ | ------------------------------------------ | ------------------------------------------ | ------------------------------------------ |
| Temperatura máxima recorde (°C)                                                          | 29,9                                       | 29,2                                       | 28,6                                       | 27                                         | 25,3                                       | 23,4                                       | 24,4                                       | 27,2                                       | 30,5                                       | 30,3                                       | 31                                         | 28,9                                       | 31                                         |
| Temperatura máxima média (°C)                                                            | 22,5                                       | 23                                         | 22,2                                       | 21                                         | 18,5                                       | 17,9                                       | 17,9                                       | 19,7                                       | 20,4                                       | 21,4                                       | 21,6                                       | 22                                         | 20,7                                       |
| Temperatura média compensada (°C)                                                        | 17,6                                       | 17,7                                       | 17                                         | 15,3                                       | 12,6                                       | 10,4                                       | 10,3                                       | 11,4                                       | 13,5                                       | 15,2                                       | 16,4                                       | 17                                         | 14,5                                       |
| Temperatura mínima média (°C)                                                            | 13,9                                       | 13,6                                       | 12,8                                       | 10,6                                       | 7,7                                        | 5,3                                        | 4,6                                        | 5,1                                        | 8                                          | 10,3                                       | 11,7                                       | 13,1                                       | 9,7                                        |
| Temperatura mínima recorde (°C)                                                          | 5                                          | 4,2                                        | 2,6                                        | −2,6                                       | −6,2                                       | −7,3                                       | −6,1                                       | −5,5                                       | −2,5                                       | −1                                         | 1,4                                        | 1,8                                        | −7,3                                       |
| Precipitação (mm)                                                                        | 253,1                                      | 206                                        | 196,7                                      | 85,5                                       | 82,5                                       | 38                                         | 45,9                                       | 38,3                                       | 85,8                                       | 133                                        | 160,6                                      | 240                                        | 1 565,4                                    |
| Dias com precipitação (≥ 1 mm)                                                           | 21                                         | 16                                         | 17                                         | 9                                          | 7                                          | 4                                          | 4                                          | 4                                          | 8                                          | 12                                         | 14                                         | 19                                         | 135                                        |
| Umidade relativa compensada (%)                                                          | 86,1                                       | 87,1                                       | 87,5                                       | 87,2                                       | 86,9                                       | 85,3                                       | 84,5                                       | 80,9                                       | 81,5                                       | 84,2                                       | 83,8                                       | 86,8                                       | 85,2                                       |
| Insolação (h)                                                                            | 106,4                                      | 93,6                                       | 99,8                                       | 122,9                                      | 137,2                                      | 157,9                                      | 180,3                                      | 177,9                                      | 123,8                                      | 137,2                                      | 128                                        | 97,6                                       | 1 562,6                                    |
| Fonte: INMET (normal climatológica de 1981-2010; recordes de temperatura: 1961-presente) |                                            |                                            |                                            |                                            |                                            |                                            |                                            |                                            |                                            |                                            |                                            |                                            |                                            |

## Demografia

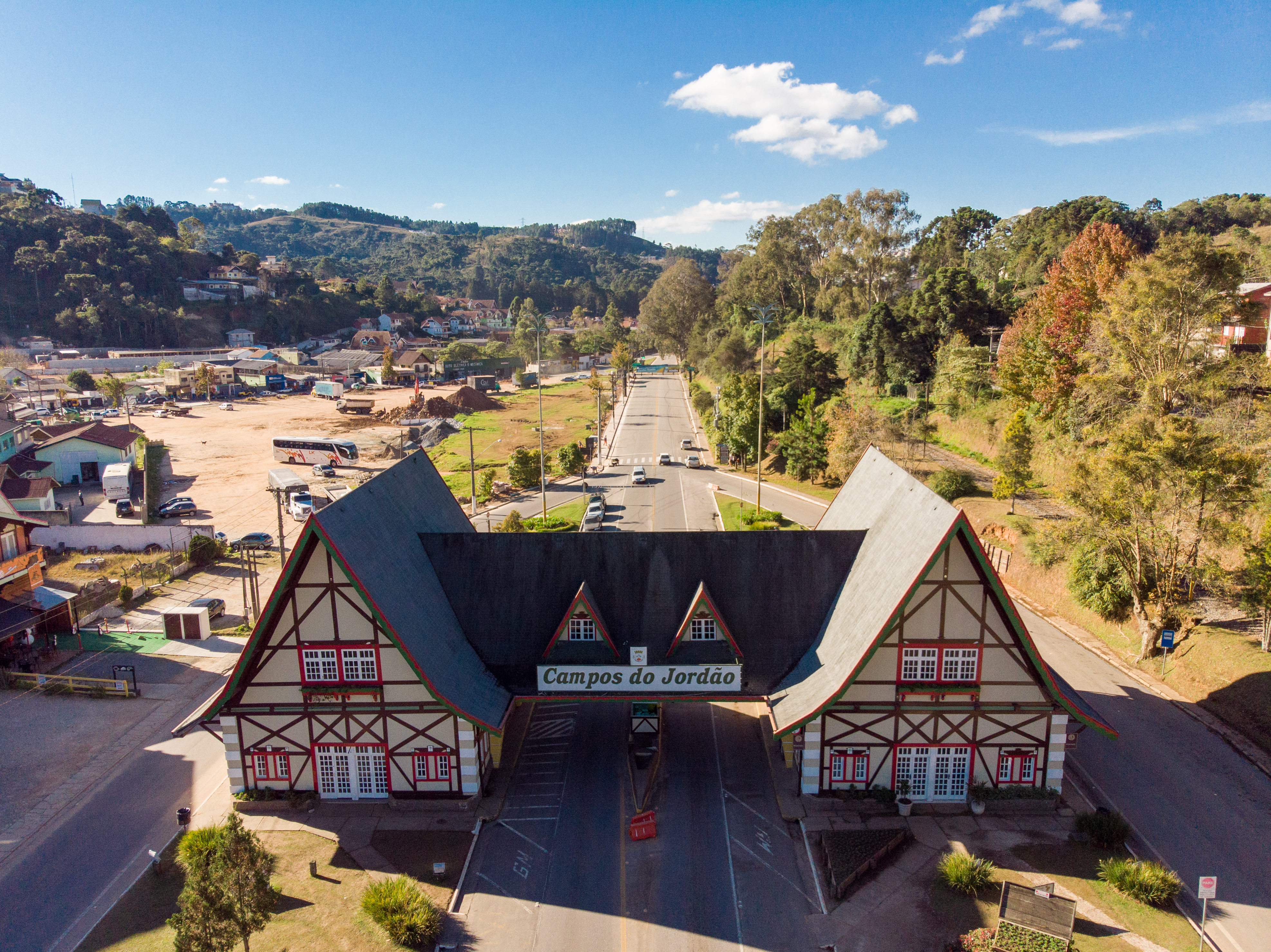
Pórtico da cidade.

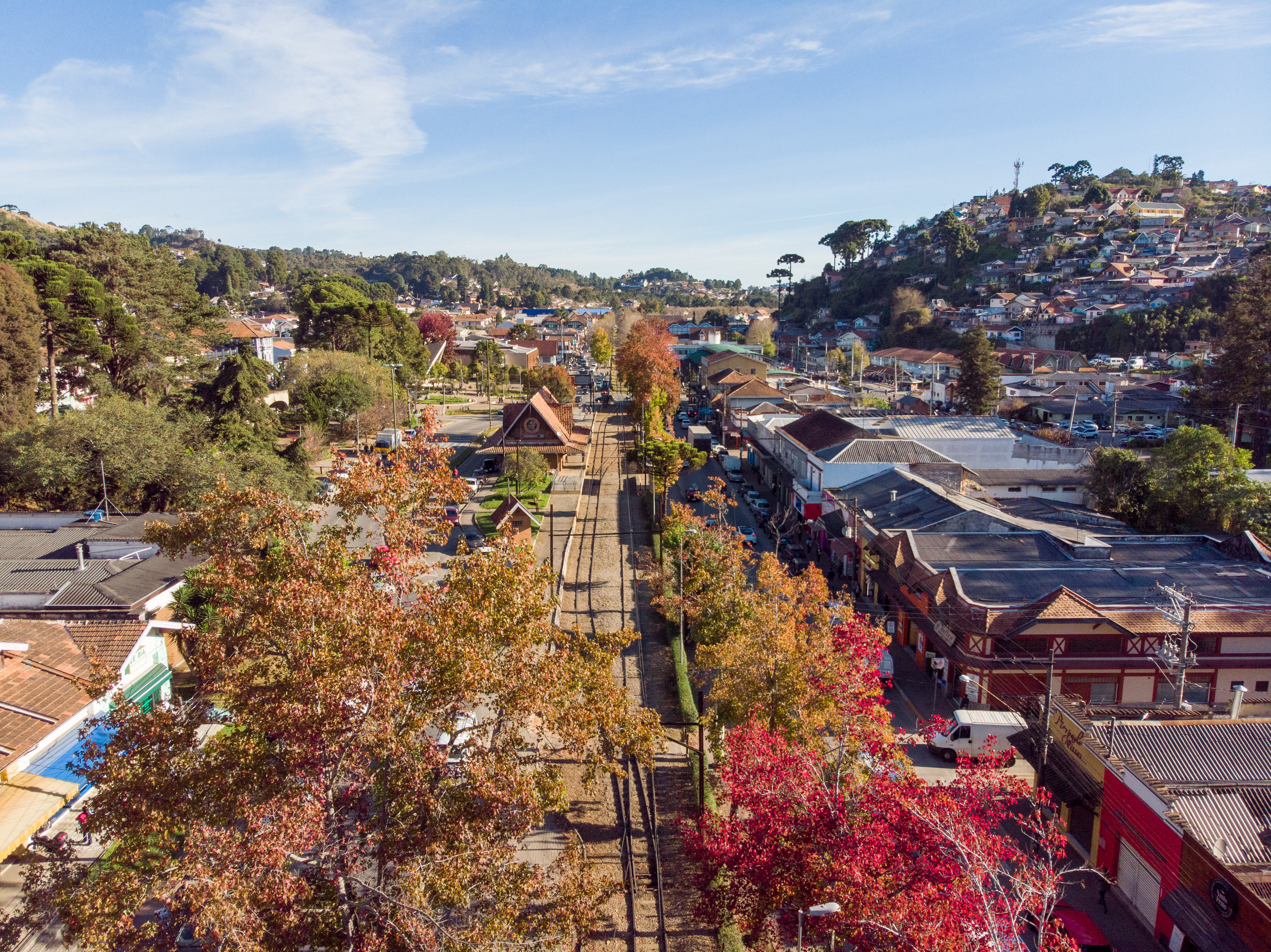
Centro de Abernéssia.

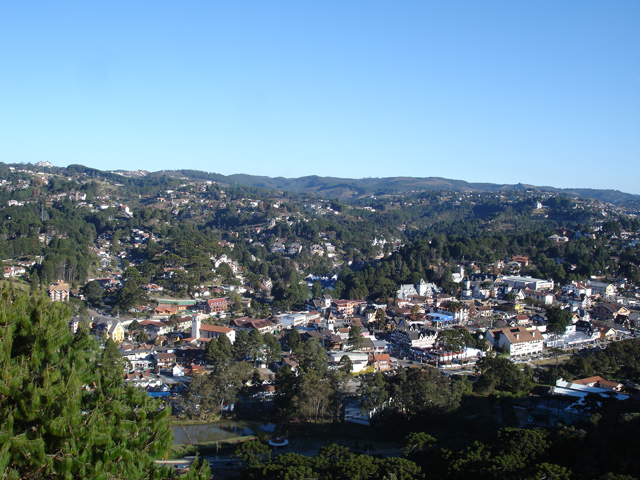
Bairro Vila Capivari, centro turístico de Campos do Jordão, visto do Morro do Elefante.

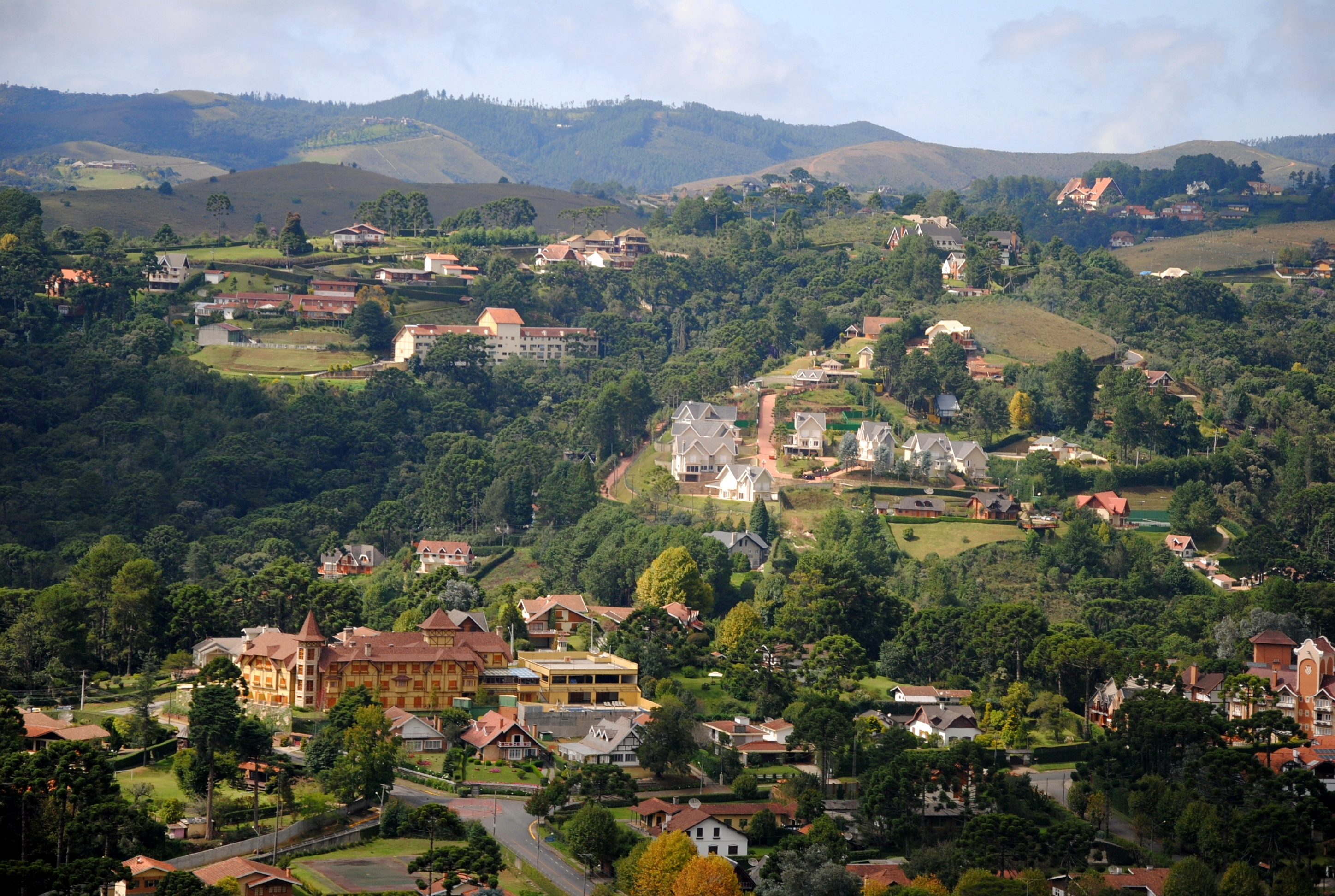
Campos do Jordão é o município com a altitude mais elevada do Brasil (metros) e um dos mais frios do país (média de 8,1 °C).

### População
| Crescimento populacional                             | Crescimento populacional | Crescimento populacional | Crescimento populacional |
| Ano                                                  | População Total          |                          | %±                       |
| ---------------------------------------------------- | ------------------------ | ------------------------ | ------------------------ |
| 1934                                                 | 6 329                    |                          | —                        |
| 1937                                                 | 7 256                    |                          | 14,6%                    |
| 1940                                                 | 11 716                   |                          | 61,5%                    |
| 1946                                                 | 16 850                   |                          | 43,8%                    |
| 1950                                                 | 13 040                   |                          | −22,6%                   |
| 1958                                                 | 15 493                   |                          | 18,8%                    |
| 1960                                                 | 16 665                   |                          | 7,6%                     |
| 1970                                                 | 18 706                   |                          | 12,2%                    |
| 1980                                                 | 26 105                   |                          | 39,6%                    |
| 1991                                                 | 37 135                   |                          | 42,3%                    |
| 2000                                                 | 44 252                   |                          | 19,2%                    |
| 2010                                                 | 47 789                   |                          | 8,0%                     |
| 2022                                                 | 46 974                   |                          | −1,7%                    |
| Est. 2024                                            | 47 983                   | [ 26 ]                   | 2,1%                     |
| Fontes: Censos Demográficos IBGE e Estimativas SEADE |                          |                          |                          |

### Dados demográficos
Fonte: Censo IBGE de 2010.
População total: 47 789
- Urbana: 47 491
- Rural: 298
  - Homens: 23 393
  - Mulheres: 24 396
- Densidade demográfica (hab./km²): 164,76
- Mortalidade infantil até 1 ano (por mil): 8,52
- Expectativa de vida (anos): 75,73
- Taxa de fecundidade (filhos por mulher): 2,18
- Taxa de alfabetização: 92,28%

Índice de Desenvolvimento Humano
- IDH-M 0,749
- IDH-M Renda: 0,761
- IDH-M Longevidade: 0,852
- IDH-M Educação: 0,648

(Fonte: IPEADATA)
População no último censo (2022): 46.974 pessoas, demonstrando queda de 1,71% em relação ao censo de 2010. 
Densidade demográfica: 161,99 habitante por quilômetro quadrado. 

### Etnias
| Cor/Raça | Percentagem |
| -------- | ----------- |
| Branca   | 81,1%       |
| Parda    | 15,6%       |
| Preta    | 2,4%        |
| Amarela  | 0,7%        |
| Indígena | 0,03%       |

Fonte: IBGE

### Religião
O Cristianismo se faz presente na cidade da seguinte forma: A Igreja Católica é representada pela Diocese de Taubaté. Entre as igrejas protestantes históricas, pentecostais e neopentecostais, encontram-se na cidade:
- Assembleia de Deus Ministério do Belém.[36][37]
- Congregação Cristã no Brasil.[38]

## Infraestrutura

### Comunicações

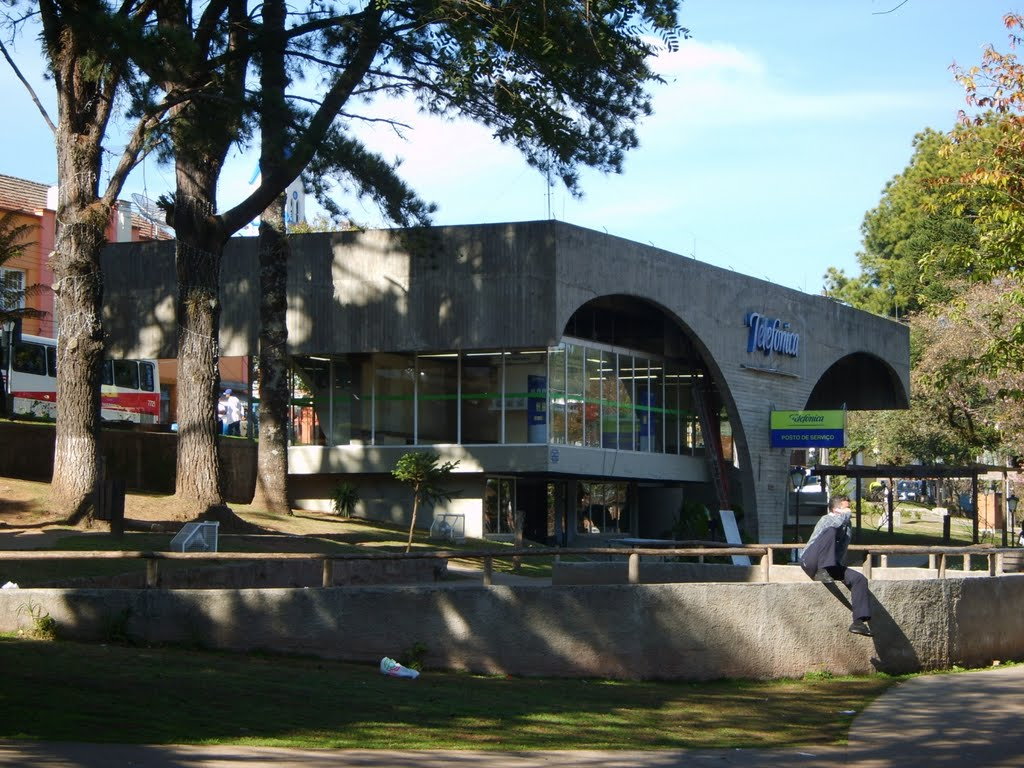
Central telefônica de Abernéssia, projeto de Ruy Ohtake e Júlio Katinsky.

O sistema de telefones automáticos foi inaugurado na cidade em 1959, com duas centrais telefônicas (Abernéssia e Emílio Ribas), e substituído por outro mais moderno em 1974 pela Companhia de Telecomunicações do Estado de São Paulo (COTESP). Já o sistema de discagem direta à distância (DDD) foi implantado em 1974, com o código de área (0122). 
Na década de 90 o código DDD da cidade foi alterado para (012) pela Telecomunicações de São Paulo (TELESP), para padronização do sistema telefônico com a telefonia celular que estava sendo implantada em todo o estado.

## Cultura e lazer

### Festivais

#### Festival de inverno

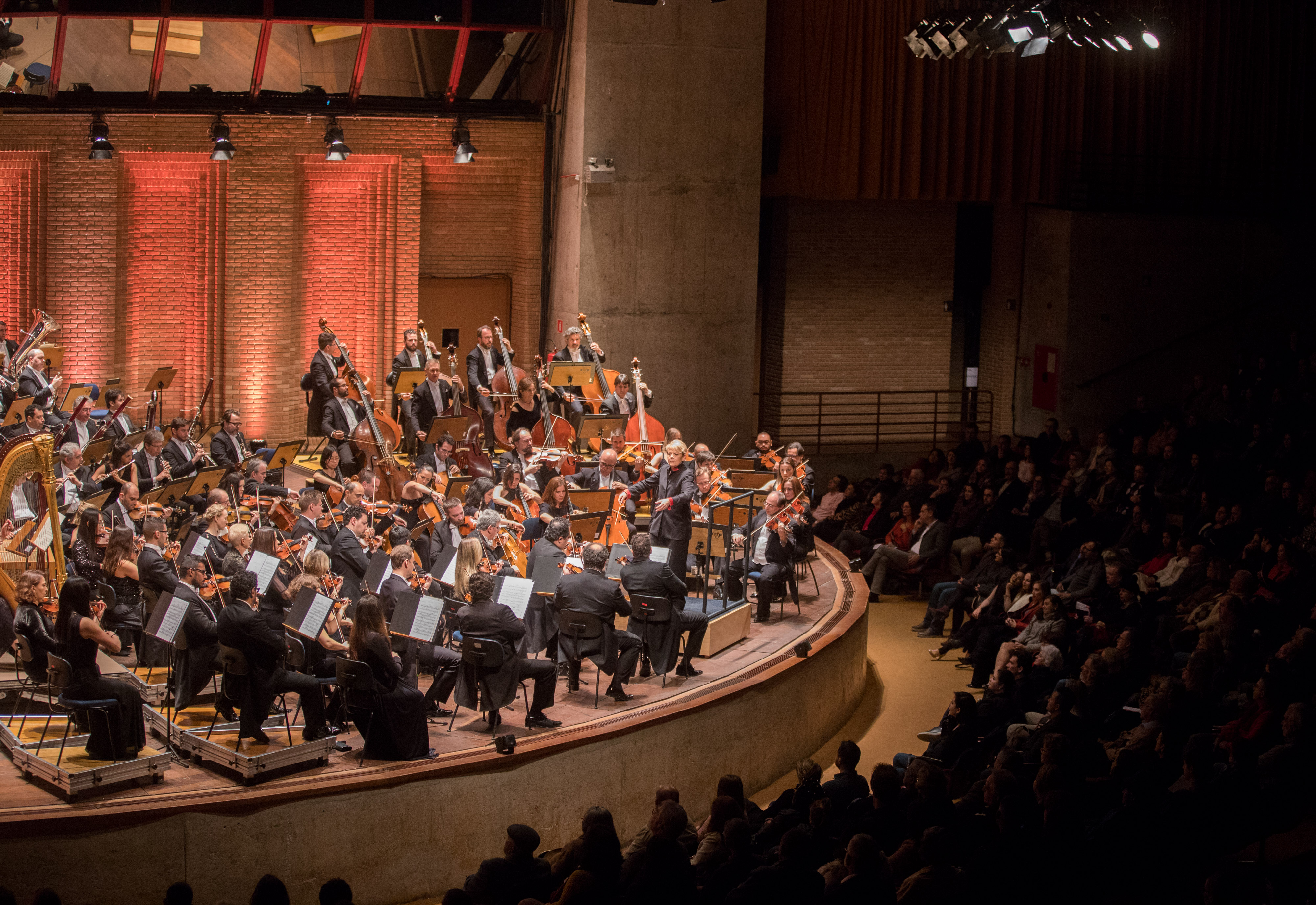
Abertura do Festival de Inverno de Campos do Jordão

O Festival de Inverno de Campos do Jordão é um grande festival de música erudita do Brasil que acontece todos os anos no mês de julho, no Auditório Cláudio Santoro. Foi idealizado em 1970 pelo então secretário estadual da Fazenda, Luis Arrobas Martins e inspirado no Festival de Tanglewood. É considerado o maior festival de música clássica da América Latina.

#### Festa da cerejeira em flor
A Festa da Cerejeira em Flor ocorre durante os meses de julho e agosto, quando as cerejeiras estão em plena floração. O evento acontece no Parque da cerejeira, em meio a seus jardins orientais e celebra a cultura japonesa, com apresentação de números de dança e música, comidas típicas e exposição de produtos.

### Centros culturais e museus
Campos do Jordão abriga o Palácio Boa Vista, detentor de um amplo acervo de arte nacional do período colonial e do modernismo, aberto à visitação pública. Também possui o Museu Casa da Xilogravura - o maior em seu tipo existente no país - e o Museu Felícia Leirner, com esculturas a céu aberto. Junto à fábrica do Chocolate Araucária, pode-se conhecer um pouco do processo de produção do chocolate e visitar o Museu do Chocolate.